# Oliver E. Williamson
Oliver Eaton Williamson (Superior (Wisconsin), 27 september 1932 – Berkeley (Californië), 21 mei 2020) was een Amerikaans wetenschapper, econoom, en Nobelprijswinnaar.
Oliver Eaton Williamson werd geboren op 27 september 1932 in de stad Superior, Wisconsin, VS, in een gezin van onderwijzers [8] .
Hij behaalde zijn Bachelor of Science ( SB ) aan het Massachusetts Institute of Technology in 1955 en zijn Master of Business Administration (MBA) aan de Stanford University in 1960. Hij behaalde zijn doctoraat (Ph.D.) in de economie in 1963 aan de Carnegie Mellon Universiteit.
Hij begon zijn onderwijscarrière als assistent-professor in de economie aan de Universiteit van Californië in Berkeley van 1963-1965, vervolgens als universitair hoofddocent van 1965-1968, en hoogleraar van 1968-1977 en was professor in Economie en Sociale Wetenschappen aan de Universiteit van Pennsylvania van 1977 tot 1983.
Williamson kreeg in 2009 de Prijs van de Zweedse Rijksbank voor economie (die hij deelde met Elinor Ostrom) voor zijn analyse van economisch bestuur, vooral waar het gaat om de grenzen van bedrijven. In 1989 ontving hij een eredoctoraat van de Rijksuniversiteit Groningen.
Hij was hoogleraar economie aan de Universiteit van Californië - Berkeley.
1969: Frisch, Tinbergen ·
1970 : Samuelson ·
1971: Kuznets ·
1972: Hicks, Arrow ·
1973: Leontief ·
1974: Myrdal, Hayek ·
1975: Kantorovitsj, Koopmans ·
1976: Friedman ·
1977: Ohlin, Meade ·
1978: Simon ·
1979: Schultz, Lewis ·
1980: Klein ·
1981: Tobin ·
1982: Stigler ·
1983: Debreu ·
1984: Stone ·
1985: Modigliani ·
1986: Buchanan ·
1987: Solow ·
1988: Allais ·
1989: Haavelmo ·
1990: Markowitz, Miller, Sharpe ·
1991: Coase ·
1992: Becker ·
1993: Fogel, North ·
1994: Harsanyi, Nash, Selten ·
1995: Lucas ·
1996: Mirrlees, Vickrey ·
1997: Merton, Scholes ·
1998: Sen ·
1999: Mundell ·
2000: Heckman, McFadden ·
2001: Akerlof, Spence, Stiglitz ·
2002: Kahneman, Smith ·
2003: Engle, Granger ·
2004: Kydland, Prescott ·
2005: Aumann, Schelling ·
2006: Phelps ·
2007: Hurwicz, Maskin, Myerson ·
2008: Krugman ·
2009: Ostrom, Williamson ·
2010: Diamond, Mortensen, Pissarides ·
2011: Sims, Sargent ·
2012: Roth, Shapley  ·
2013: Fama, Hansen, Shiller  ·
2014: Tirole  ·
2015: Deaton  ·
2016: Hart, Holmström ·
2017: Thaler ·
2018: Nordhaus, Romer ·
2019: Banerjee, Duflo, Kremer ·
2020: Milgrom, Wilson ·
2021: Imbens, Angrist, Card ·
2022: Bernanke, Diamond, Dybvig ·
2023: Goldin ·
2024: Acemoglu, Johnson, Robinson
- Bibsys: 90091438
- Bibliothèque nationale de France: cb12253195b (data)
- Catàleg d'autoritats de noms i títols de Catalunya: 981058517817006706
- CiNii: DA00098264
- Gemeinsame Normdatei: 124179045
- International Standard Name Identifier: 0000 0001 0859 6900
- Library of Congress Control Number: n50019005
- Nationale Bibliotheek van Letland: 000020200
- Mathematics Genealogy Project: 230944
- Bibliotheek van het Japanse parlement: 00461060
- Nationale Bibliotheek van Tsjechië: jn20000810092
- Nationale Bibliotheek van Israël: 987007463065805171
- Nationale Bibliotheek van Polen: a0000002936773
- Nederlandse Thesaurus van Auteursnamen: 070286752
- Réseau des bibliothèques de Suisse occidentale: 02-A003977703
- Istituto Centrale per il Catalogo Unico: CFIV062891
- LIBRIS: 328155
- Système universitaire de documentation: 031286941
- Trove: 1014247
- Virtual International Authority File: 108143756
- WorldCat: E39PBJpDP9MqYrTvmHGtvQRYfq